# Abadia de Aulps
A Abadia de Aulps tal como é geralmente conhecida em francês:  Abbaye Sainte-Marie-d'Aulps, encontra-se no Chablais Saboiardo, na comuna francesa de Saint-Jean-d'Aulps no departamento francês da Alta Saboia da região de Ródano-Alpes, a 25 km de Thonon-les-Bains e  a 9 km Morzine.

## História
Guiado pelo desejo de reformar o monarquismo beneditino tradicional, Roberto de Molesme funda  a abadia de Molesme no fim do ano 1075. Em 1181 uma bula do Papa Alexandre III protege o património da abadia, e sinal da sua importância e da integração na comunidade, os abades de Aulps tornam-se os conselheiros e os homens de confiança dos condes de Saboia assim como das grandes famílias da nobreza da Casa de Saboia, pelo que aparecem regularmente como testemunha ou árbitro em casos conflituosos.
A situação vai piorar com as lutas internas de influência nas eleições dentro da abadia e em 1468 entra no regime de "comenda, que também não arranja nada pois os anteriores abades, agora cardeais ou os grandes nomes da Casa de Saboia, prelevam taxas e deixam os monges à sua pobre sorte. Os senhores do cantão de Valais ocupam a região entre 1536 e 1569 restabelecendo os antigos hábitos e restabelecendo a importância no Vale de Aulps, e mesmo se não são reconhecidos por Roma, detêm na realidade o poder.
Com a partida dos Valaisanos, a abadia torna a perder a sua influência a tal ponto que o bispo de Genebra Francisco de Sales se preocupar com a imagem negativa dos monges, tanto mais que a Genebra protestante e calvinista não fica longe. A situação desastrosa com os edifícios ao abandono mantêm-se no entanto até aos fins do século XVII quando os Senhores de Saboia começam a ajudar a reparação das instalações por volta de 1700, mas em 1779 a abadia é ligada ao Bispado de Chambéry e cai em ruínas.
O que resta da abadia é proposto em 1902 como monumento histórico pelo conselheiro geral  Ernest Tavernier que era proprietário dos terrenos onde se encontravam os restos da abadia.
Actualmente um pequeno edifício apresenta uma exposição permanente a contar a história da abadia

## Imagens

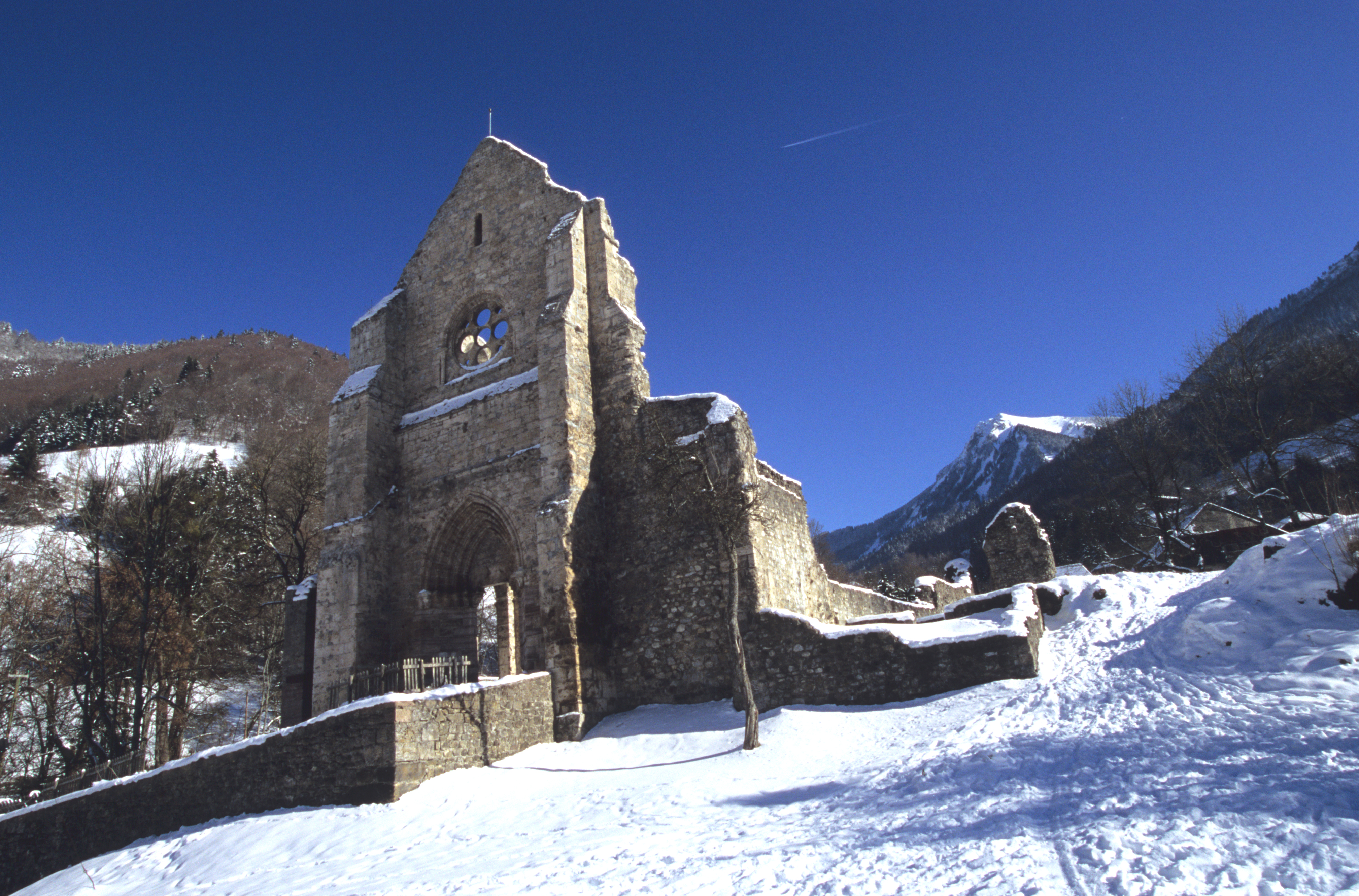
Abadia na neve
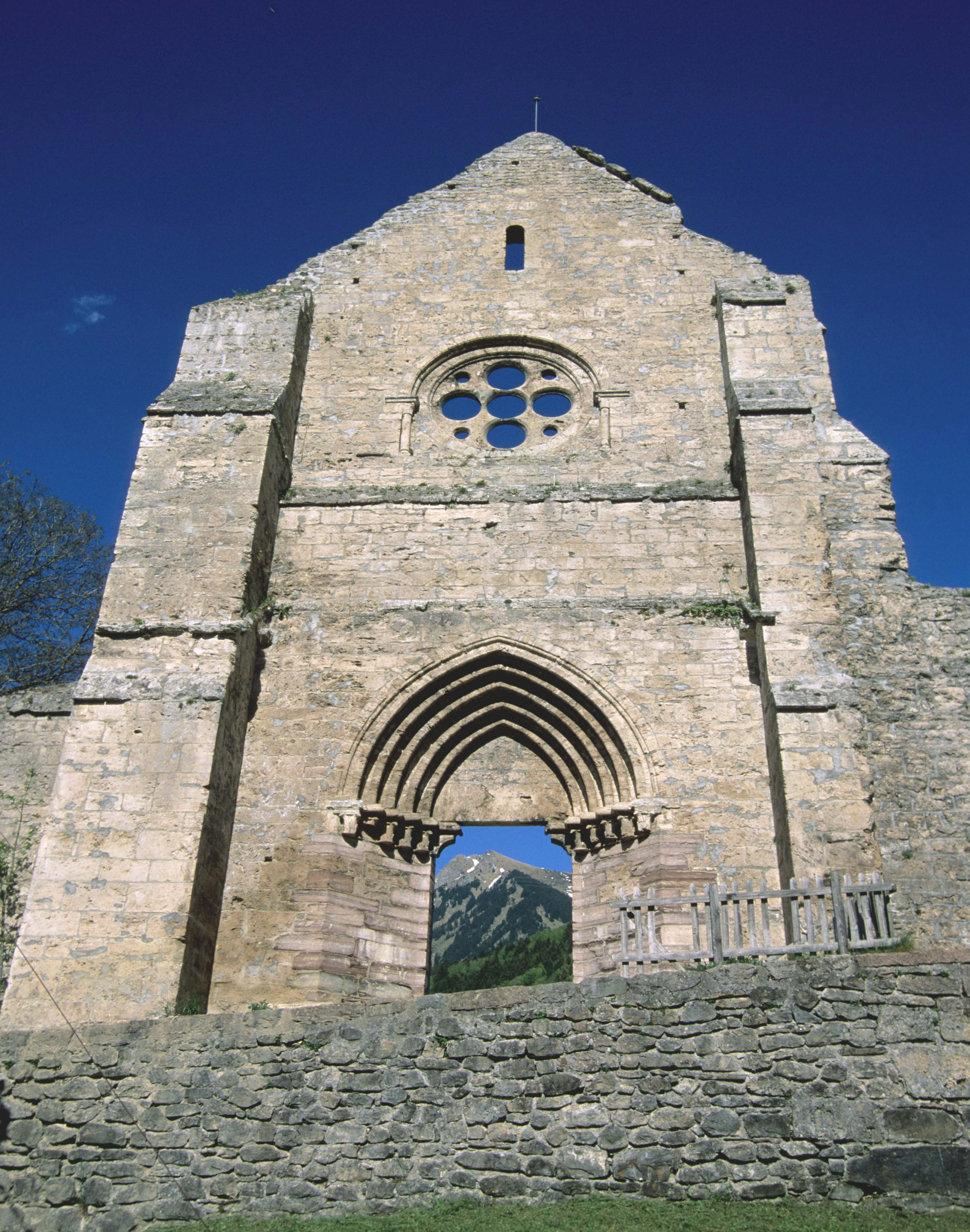
Frontaria
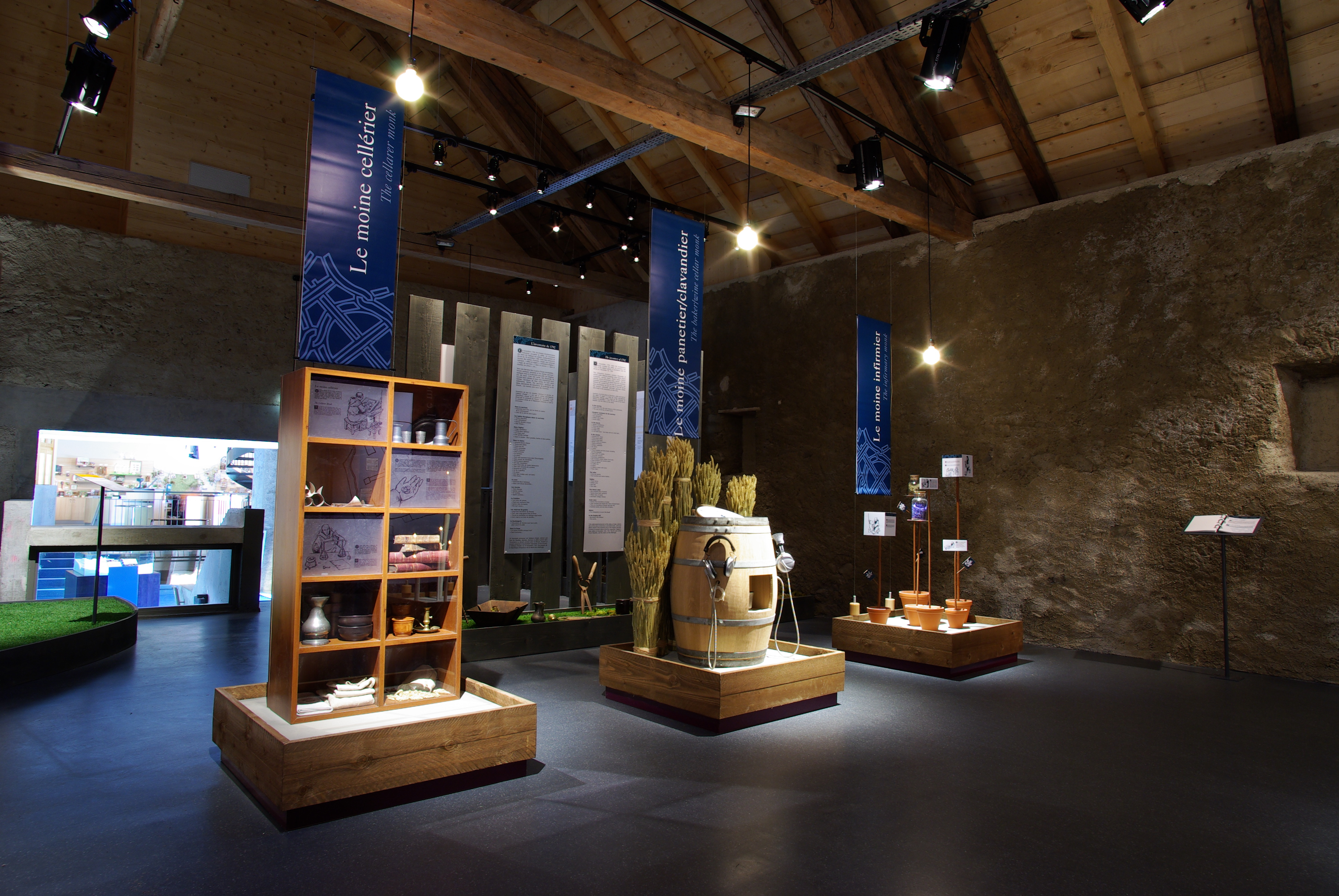
Exposição permanente
Brasão de Saint-Jean-d'Aulps